# Gromadno (gromada)
Gromadno – dawna gromada, czyli najmniejsza jednostka podziału terytorialnego Polskiej Rzeczypospolitej Ludowej w latach 1954–1972.
Gromady, z gromadzkimi radami narodowymi (GRN) jako organami władzy najniższego stopnia na wsi, funkcjonowały od reformy reorganizującej administrację wiejską przeprowadzonej jesienią 1954 do momentu ich zniesienia z dniem 1 stycznia 1973, tym samym wypierając organizację gminną w latach 1954–1972.
Gromadę Gromadno z siedzibą GRN w Gromadnie utworzono – jako jedną z 8759 gromad na obszarze Polski – w powiecie szubińskim w woj. bydgoskim, na mocy uchwały nr 24/13 WRN w Bydgoszczy z dnia 5 października 1954. W skład jednostki weszły obszary dotychczasowych gromad Gromadno, Laskownica, Ludwikowo, Mieczkowo i Nowawieś Notecka ze zniesionej gminy Łankowice oraz obszar dotychczasowej gromady Piotrowo ze zniesionej gminy Sipiory, w tymże powiecie. Dla gromady ustalono 23 członków gromadzkiej rady narodowej.
31 grudnia 1959 do gromady Gromadno włączono wsie Kazimierzewo i Iwno oraz miejscowość Adamowo ze zniesionej gromady Łankowice w tymże powiecie.
Gromadę zniesiono 31 grudnia 1961, a jej obszar włączono do gromad Kcynia (wsie Iwno, Kaźmierzewo i Gromadno), Sipiory (wsie Piotrowo, Weronika, Kowalewko i Ludwikowo oraz przysiółek Nowowiejski Młyn) i – nowo utworzonej – Chwaliszewo (wsie Nowa Wieś, Mleczkowo i Laskownice) w tymże powiecie.